# Conseil académique de la vie lycéenne
Le conseil académique de la vie lycéenne (CAVL) est une instance de la démocratie lycéenne institué dans chacune des académies de France. Présidé par le recteur d'académie, il est constitué de représentants élus des lycéens et de personnes désignées par le recteur. Il examine les questions touchant à la vie lycéenne dans l'académie.

## Organisation
Les conseils académiques de la vie lycéenne ont été créés par le décret no 91-916 du 16 septembre 1991. Ils sont régis par les articles D.511-63 à D.511-73 du code de l'éducation. 
Présidé par le recteur, le CAVL comprend au maximum 40 membres, dont des élus des conseils de la vie lycéenne (CVL), des représentants de l'administration académique et des conseillers régionaux. Le CAVL comprend des représentants de l'Éducation nationale, qui sont nommés par le recteur. 
Il est réuni en séance plénière au moins trois fois par an, et fréquemment (environ tous les mois) en réunion de commissions. Les élus du CAVL choisissent eux-mêmes leurs thèmes de travail. Ceux-ci ne traitent pas d'un lycée en particulier, mais de l'académie dans son ensemble.
Les travaux du CAVL sont généralement suivis par le proviseur vie scolaire (PVS) et le délégué académique à la vie lycéenne (DAVL). Un groupe d'appui réunit les personnels de l'Éducation nationale qui siègent au CAVL et sont désireux d'apporter leur soutien aux travaux des commissions.
Les membres non-lycéens sont nommés par le recteur ; sont généralement nommés des inspecteurs d'Académie, des chefs d'établissement, des enseignants, des parents d'élèves (de diverses organisations dont la FCPE et la PEEP), des élus du Conseil régional et du Conseil économique, social et environnemental régional
Depuis septembre 2020, des éco-délégués académiques sont élus parmi les représentants lycéens siégeant au Conseil Académique de la Vie Lycéenne. Leur mission principale est de porter les enjeux liés au développement durable et à la transition écologique à l’échelle académique.
Ces éco-délégués participent aux travaux du comité de pilotage académique de l’éducation au développement durable et prennent part aux discussions stratégiques sur les politiques environnementales au sein de l’Éducation nationale. Une séance annuelle du CAVL est spécifiquement dédiée au développement durable, permettant aux éco-délégués de formuler des propositions et de suivre la mise en œuvre des projets écologiques dans les établissements scolaires.

## Élections
L'élection des représentants élèves au CAVL est indirecte ; seuls sont éligibles les élus aux conseils de la vie lycéenne titulaires tandis que tous les élus aux conseils de la vie lycéenne, titulaires et suppléants sont électeurs. Les électeurs de l'académie sont divisés en trois collèges : lycées généraux et technologiques, lycées professionnels, établissements régionaux d'enseignement adapté (EREA). Pour les deux premiers collèges, l'académie est divisée en circonscriptions ; les EREA sont regroupés en une seule circonscription.
Le scrutin est plurinominal à un tour. Le candidat se présente accompagné d'un ou de deux suppléants. S'il est en classe de terminale ou en deuxième année de CPGE, un de ses suppléants doit être en classe de seconde, de première, ou en première année de CPGE.
Les élus du CAVL sont électeurs au Conseil supérieur de l'éducation (CSE). Ils sont représentés au Conseil national de la vie lycéenne (CNVL), dans les conseils de la jeunesse départementaux (CDJ) et dans diverses autres instances (commission académique sur l'enseignement des langues vivantes étrangères).

## Pressions
Le quotidien Libération indique qu'à plusieurs reprises en 2018, et dans plusieurs académies, notamment celles de Créteil et d'Orléans-Tours, les rectorats ont fait pression sur des élèves élus aux CAVL afin que ceux-ci relaient sur les réseaux sociaux des textes écrits par les services de communication du rectorat, et leur ont demandé de mentionner le syndicat Avenir Lycéen, avant même la déclaration en préfecture de ce syndicat soutenu financièrement et techniquement par le Ministère de l'Éducation nationale,,.